# Kevin Pillar
Kevin Andrew Pillar (Los Angeles, 4 gennaio 1989) è un giocatore di baseball statunitense, esterno per i New York Mets della Major League Baseball.

## Carriera

### Inizi e Minor League (MiLB)
Pillar frequentò la Chaminade College Preparatory School a West Hills, quartiere di Los Angeles, California, sua città natale. Dopo essersi diplomato si iscrisse alla California State University, Dominguez Hills di Carson, dove venne selezionato nel 32º turno del draft MLB 2011, dai Toronto Blue Jays, che lo assegnarono nella classe Rookie. Militò durante la stagione 2012 nella classe A e nella classe A-avanzata.

### Major League (MLB)

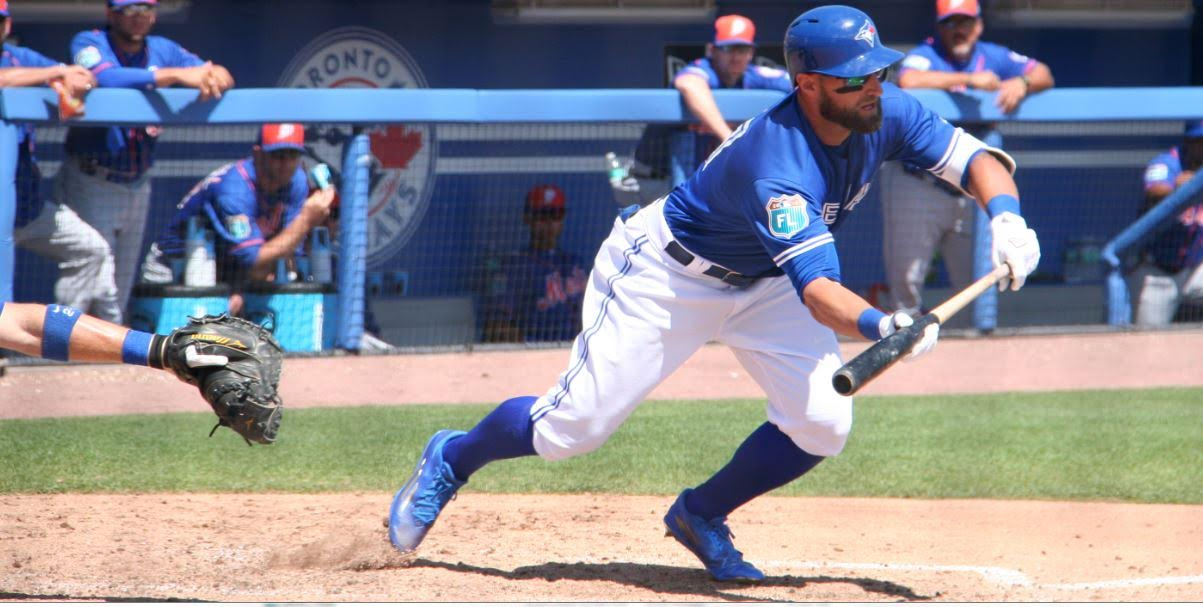
Pillar mentre tenta di effettuare un bunt nel 2016

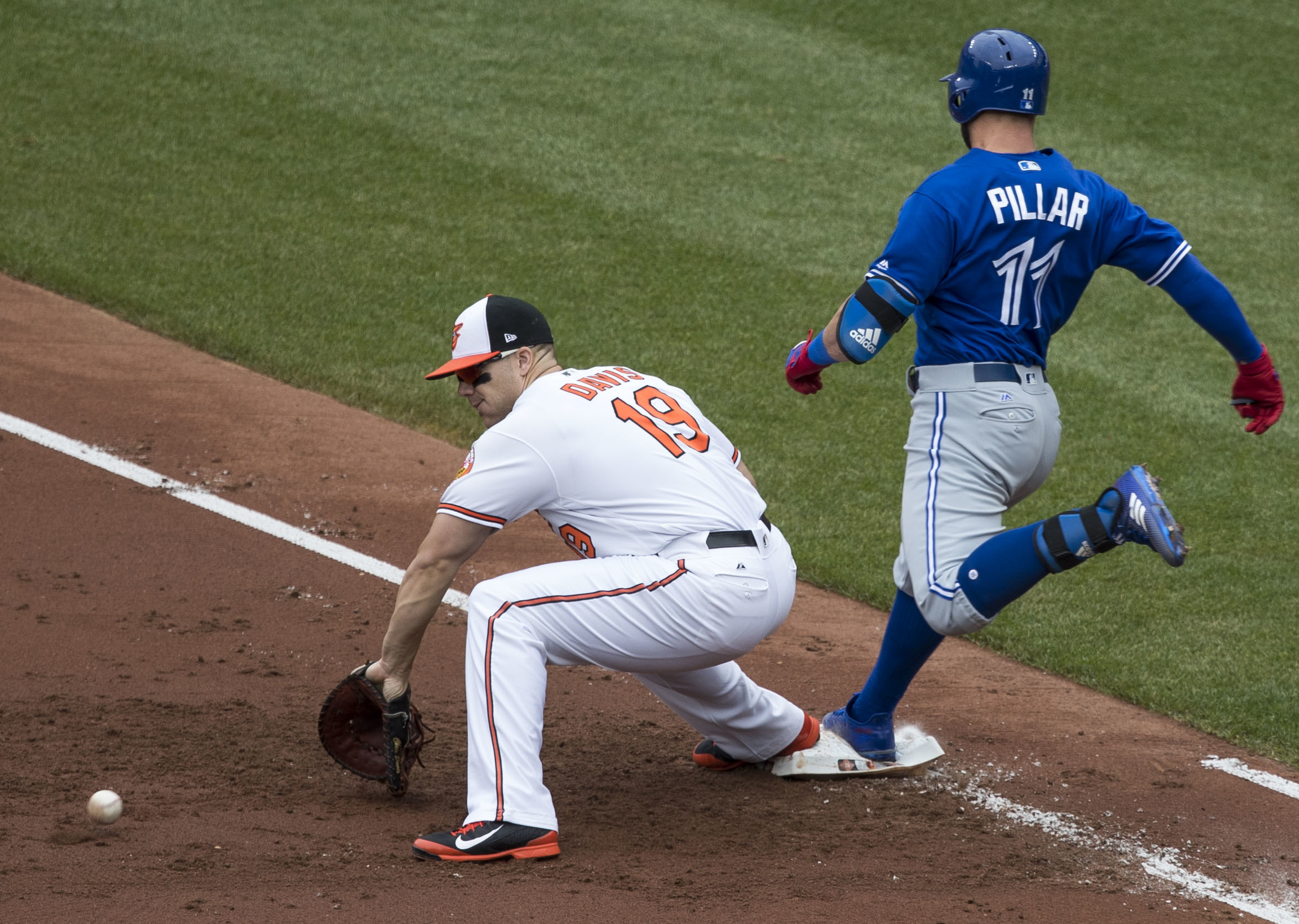
Pillar mentre arriva salvo in prima base nel 2017

Pillar debuttò nella MLB il 14 agosto 2013, al Rogers Centre di Toronto contro i Boston Red Sox. Il 20 agosto, batté la sua prima valida e punto battuto a casa contro gli Yankees. Il 24 agosto. Pillar batté il primo home run, una battuta da tre punti contro gli Astros. Concluse la stagione con 36 partite disputate nella MLB e 123 nella minor league, nello specifico 71 nella Doppia-A e 52 nella Tripla-A.
Nel 2014, partecipò a 19 partite di major league ed a 100 nella minor league, tutte nella Tripla-A.
Nel 2015 e 2016, Pillar partecipò all'American League Championship Series, la finale che assegna il titolo della American League e il diritto ad accedere alle World Series, tuttavia in entrambe le occasioni i Blue Jays ne uscirono sconfitti.
Nel 2018, Pillar partecipò alle MLB Japan All-Star Series, competizione che coinvolge i migliori giocatori della MLB, il campionato americano, e della NPB, il campionato giapponese.
Il 2 aprile 2019, i Blue Jays scambiarono Pillar con i San Francisco Giants per Alen Hanson, Derek Law e il giocatore di minor league Juan De Paula. Divenne free agent a fine stagione.
Il 14 febbraio 2020, Pillar firmò un contratto annuale con i Boston Red Sox.
Il 31 agosto 2020, i Red Sox scambiarono Pillar con i Colorado Rockies per un giocatore da nominare in seguito. Divenne free agent a fine stagione.
Il 21 febbraio 2021, Pillar firmò un contratto annuale del valore di 3.6 milioni di dollari con i New York Mets, con inclusa un'opzione per la stagione seguente.

## Palmarès

### Individuale
- Defensive Player of the Year: 1

2015
- Fielding Bible Award: 1

2016
- Giocatore della settimana: 1

AL: 27 settembre 2015